# 白洁 (足球运动员)
白洁（1972年3月28日—），河北张家口人，中国女子足球运动员，为中国队出场139次，帮助中国队于1999年夺取女足世界杯亚军。白洁最初踢左后卫，且因踢球风格被誉为“女罗伯托·卡洛斯”，但后来转型为国家队的进攻球员。
1996年，白洁加入解放军，成为一名解放军籍运动员。2003年被提名为首届亚足联年度女子球员，并在12月10日当选。当年6月11日，在对印度的世界杯资格赛中，白洁打入五球，队友孙雯也打入五球。
2003年女子世界杯足球赛后，白洁再也没有在联赛中露面，实际上等于退役。2004年白洁担任八一女足的主教练，2005年6月辞职。之后以团级干部身份转业，现在任职于深圳市公安局龙岗分局巡警大队。

## 国际入球
| 序号 | 日期          | 场馆                           | 对手 | 进球 | 赛果 | 赛事                   |
| ---- | ------------- | ------------------------------ | ---- | ---- | ---- | ---------------------- |
| 1.   | 2001年9月9日  | 美国芝加哥                     | 日本 | 1–0  | 3–0  | 2001年女子美国杯       |
| 2.   | 2002年10月7日 | 韩国釜山釜山九德运动场         | 越南 | 4–1  | 4–1  | 2002年亚洲运动会       |
| 3.   | 2002年10月9日 | 韩国昌原昌原体育馆             | 日本 | 1–2  | 2–2  | 2002年亚洲运动会       |
| 4.   | 2002年10月9日 | 韩国昌原昌原体育馆             | 日本 | 2–2  | 2–2  | 2002年亚洲运动会       |
| 5.   | 2003年6月11日 | 泰国那空沙旺府那空沙旺府体育场 | 印度 | 1–0  | 12–0 | 2003年亞足聯女子錦標賽 |
| 6.   | 2003年6月11日 | 泰国那空沙旺府那空沙旺府体育场 | 印度 | 2–0  | 12–0 | 2003年亞足聯女子錦標賽 |
| 7.   | 2003年6月11日 | 泰国那空沙旺府那空沙旺府体育场 | 印度 | 4–0  | 12–0 | 2003年亞足聯女子錦標賽 |
| 8.   | 2003年6月11日 | 泰国那空沙旺府那空沙旺府体育场 | 印度 | 9–0  | 12–0 | 2003年亞足聯女子錦標賽 |
| 9.   | 2003年6月11日 | 泰国那空沙旺府那空沙旺府体育场 | 印度 | 10–0 | 12–0 | 2003年亞足聯女子錦標賽 |
| 10.  | 2003年6月19日 | 泰国曼谷拉加曼加拉體育場       |      | 1–0  | 3–1  | 2003年亞足聯女子錦標賽 |
| 11.  | 2003年6月19日 | 泰国曼谷拉加曼加拉體育場       | 2–0  |      | 3–1  | 2003年亞足聯女子錦標賽 |